# Ángeles Caso

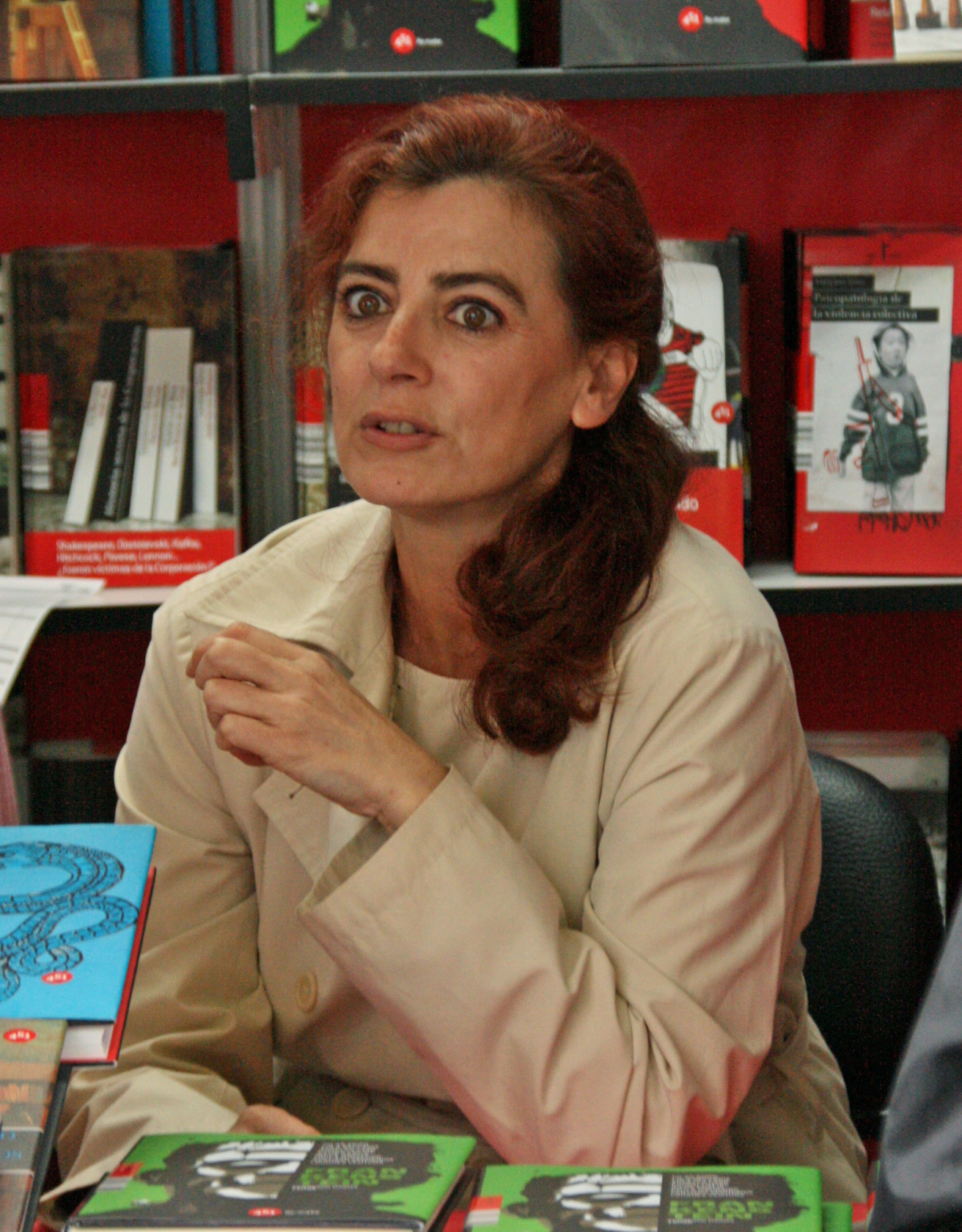
Ángeles Caso.

Ángeles Caso (* 16. Juli 1959 in Gijón, Spanien) ist eine spanische Schriftstellerin, Journalistin und Übersetzerin.

## Leben
Ángeles Caso wurde 1959 in einer Familie geboren, deren Sorge um die Kultur sie von ihrer Kindheit an prägte. Ihr Vater, José Miguel Caso González, war Professor an der Geisteswissenschaftlichen Fakultät an der Universität Oviedo. Er hatte sich auf das 18. Jahrhundert spezialisiert und sollte bald zum Rektor der Universität berufen werden.
Caso studierte Fremdsprachen (sie spricht Englisch, Französisch, Italienisch und Portugiesisch), Musik und Tanz.
Ihren Abschluss erwarb sie in Geografie und Geschichte; dabei hatte sie sich auf Kunstgeschichte spezialisiert. Doch schon zu dieser Zeit machte sie ihre ersten Erfahrungen in den Medien; zunächst bei Tageszeitungen, danach im Rundfunk und im Fernsehen. Zwischen 1985 und 1987 moderierte sie bei TVE die Fernsehnachrichten und 1987 die Talkshow La Tarde.
Sie arbeitete in verschiedenen kulturellen Einrichtungen wie der Fundación Príncipe de Asturias und dem Instituto Feijoo an der Universität Oviedo, welches sich mit dem Studium des 18. Jahrhunderts beschäftigt. Darüber hinaus war sie bei verschiedenen Medien, wie der Televisión Española, Cadena SER, dem Radio Nacional de España und verschiedenen Zeitungen und Zeitschriften tätig. Mit 35 Jahren verließ Caso den Journalismus – jedoch ohne ihm ganz den Rücken zu kehren – und begann ihre Karriere als Schriftstellerin.

## Auszeichnungen
1994 war sie mit El peso de las sombras für den Premio-Planeta-Literaturpreis nominiert. 2000 gewann sie für ihren Roman Un largo silencio den Premio Fernando Lara de Novela, 2009 den Premio Planeta für Contra el viento.

## Werke
Neben ihrem erzählerischen Werk verfasst Ángeles Caso historische Essays. Darin legt sie besonderen Wert auf die Betrachtung der Neuzeit und das Frauenverständnis im Längsschnitt der Geschichte.
Sie hat auch das Drehbuch zum Gerardo Veras Film Deseo (2002) verfasst.
- Asturias desde la noche. Reiseführer durch Asturien, 1988.
- Aunque haya niebla. 1992.
- Elisabeth, emperatriz de Austria-Hungría o el hada. Sissi-Biografie, 1993.
- El peso de las sombras. Roman, 1994.
- El inmortal. Märchen, 1996.
- El mundo visto desde el cielo. Roman, 1997.
- El resto de la vida. Roman, 1998.
- El verano de Lucky. Roman, 1999.
- La trompa de los monos. Märchen, 1999.
- La alegría de vivir. Märchen, 1999.
- Un largo silencio. Roman, 2000.
- Giuseppe Verdi, la intensa vida de un genio. Verdi-Biografie, 2001.
- Las olvidadas, una historia de mujeres creadoras. Essay, 2005.
- Contra el viento. Roman, 2009
- Donde se alzan los tronos. Roman, 2012
- Rahima Begum. Roman, 2013